# Веслі Рібейру де Матос
Веслі Рібейру де Матос або просто Веслі Рібейру (порт.-браз. Wesley Ribeiro de Matos, нар. 3 серпня 1981, Араракуара, штат Сан-Паулу, Бразилія) — бразильський футболіст, нападник.

## Життєпис
Вихованець відомих бразильських клубів «Палмейрас» та «Корінтіанс». Дорослу футбольну кар'єру розпочав у 1998 році в складі італійської «Равенни». Потім відіграв один сезон в аргентинському «Рівер Плейті». У сезоні 2001/02 років виступав у швейцарському «Ксамаксі». Під час зимових зборів сезону 2002/03 років на Кіпрі прибув на перегляд до криворізького «Кривбасу». Дебютував у футболці криворожан 20 квітня 2003 року в переможному (2:1) домашньому поєдинку 21-о туру Вищої ліги проти львівських «Карпат». Веслі вийшов на поле на 80-й хвилині, замінивши Євгена Римшина, а на 86-й хвилині відзначився дебютним голом за криворіжців, реалізувавши пенальті. У футболці «Кривбасу» зіграв 7 матчів та відзначився 2-а голами (обидва ― з пенальті).
Потім повернувся до Бразилії. У 2004 році зіграв 2 матчі в бразильській Серії А за «Жувентуде». Наступного року виступав за клуб «Португеза Деспортос». Потім виступав у нижчолігових бразильських клубів «Уніан» (Кашіас-ду-Сул), АА «Колатіна» та «Анаполіс». Останнім клубом у кар'єрі Веслі став клуб «Уніао» (Рондонополіс), кольори якого гравець захищав у 2010 році.

## Стиль гри
Олександр Іщенко, колишній головний тренер «Кривбасу», так згадує про стиль гри Веслі:
|  | Привабив Рібейро найперше неординарною технікою. Точніше, швидкісною технікою володіння м’ячем. .... Рібейро імпонував нестандартністю дій в атаці, вмінням прийняти на швидкості м’яч будь-якою частиною тіла. Наче й елементарні речі, але виконати їх непросто. |

## Поза футболом
|  | Йому сподобалися і наш борщ, і наші дівчата. До нього наглядача доводилося приставляти, щоб якась красуня не викрала. І погуляти Рібейро міг на славу. |